# 4852 Pamjones
4852 Pamjones (tên chỉ định: 1977 JD) là một tiểu hành tinh vành đai chính. Nó được phát hiện bởi Nikolai Chernykh ở Đài vật lý thiên văn Crimean ngày 15 tháng 5 năm 1977. Nó được đặt theo tên Pamela Jones, a member thuộc Lunar và Planetary Institute ở NASA.